# Suzanna von Wolzogen Kühr
Suzanna Ignatia von Wolzogen Kühr (Soerakarta, 6 augustus 1883 - Lunteren, 18 april 1953) was een Nederlands letterkundige en historica. In haar werk richtte ze zich met name op vrouwengeschiedenis.

## Levensloop
Kühr werd geboren op 6 augustus 1883 in Soerakarta, Nederlands-Indië. Ze was de dochter van Carl Adolf Hugo Kühr en Wilhelmina Petronella Wijnmalen. Ze groeide op in een welgesteld theosofisch gezin met een oudere zus en vier broers, waarvan een broer aks baby was overleden. Haar broer  Jules werd later burgemeester van Bandung.
Haar ouders waren beiden in Nederlands-Indië geboren en afkomstig uit bestuurdersfamilies. Vanaf 1902 werd de achternaam van haar overgrootmoeder toegevoegd aan hun familienaam, waarna de familie de achternaam von Wolzogen Kühr voerde.
Het gezin was erg muzikaal en er werd thuis veel gelezen. Haar vader was vrijmetselaar en haar moeder was actief bij de Theosofische Vereeniging waarvoor ze regelmatig bijdroeg aan het Theosofisch Maandblad van Nederlandsch-Indië. In 1903 trad Kühr toe tot de vereniging.

### Verhuizing naar Nederland
In 1904 vertrok het gezin naar Nederland en vestigde zich in Rijswijk. Ze trokken in bij de grootmoeder van Von Wolzogen Kühr, die een jaar eerder naar Nederland was verhuisd. Haar zus bleef in Nederlands-Indië, omdat ze daar werkte als lerares. In Nederlands-Indië had Von Wolzogen Kühr de HBS afgerond en om in Nederland aan de universiteit te mogen studeren moest ze eerst het staatsexamen gymnasium voltooien. In 1907 begon ze met haar studie letterkunde aan de Universiteit van Leiden waar ze les kreeg van onder meer Gerrit Kalff.
In 1911 verhuisde Von Wolzogen Kühr naar Den Haag. Het jaar daarna studeerde ze af. Van Kalff kreeg ze de vraag het promotie-onderzoek van Elise Scheffer, die het jaar daarvoor was overleden, voort te zetten. In juli 1918 promoveerde ze met het werk De Nederlandsche vrouw in de eerste helft der 18e eeuw. Voor het promotieonderzoek onderzocht ze onder meer poëzie, pamfletten, novellen, reisverslagen en prenten over het dagelijks leven van vrouwen. Von Wolzogen Kühr was van mening dat het voornamelijk mannen was die over vrouwen schreven, maar dat vrouwen zelden zelf aan het woord kwamen. Datzelfde jaar publiceerde ze twee artikelen in het tijdschrift Theosofia van de Nederlandse Theosofische Vereeniging.
In 1920, twee jaar na de publicatie van haar promotieonderzoek, publiceerde ze een vervolg getiteld De Nederlandsche vrouw in de tweede helft der 18e eeuw. Volgens Von Wolzogen Kühr was het een 'nieuw tijdperk voor de vrouw', en sprak ze over de opkomende vrouwenbeweging. Er kwamen gematigde positieve reacties op haar werk, het grootste punt van kritiek kwam op het feit dat ze zich met name had gericht op vrouwen uit de hogere klasse.
In hetzelfde jaar als de publicatie van haar boek vond ze een baan als lerares Nederlands aan het Stedelijk Gymnasium van Den Haag waar ze de eerste en enige vrouwelijke docent was. Ze bleef actief als lerares tot ze in 1923 met ziekteverlof ging. In haar latere levensjaren had ze de ziekte van Basedow, die zich mogelijk toen al openbaarde. In 1928 verhuisde ze samen met haar moeder naar Lunteren, waar ze in 1930 hun intrek namen in landhuis Suzette. Ze overleed in Lunteren op 18 april 1953.

## Herontdekking
Na haar ziekte raakte Von Wolzogen Kühr, en haar werk, in vergetelheid.  In de jaren tachtig van de twintigste eeuw werd haar werk opnieuw ontdekt. Het wordt met name gebruikt als bronmateriaal.
- Biografisch Portaal: 14586561